# العلاقات الكاميرونية الناوروية
العلاقات الكاميرونية الناوروية هي العلاقات الثنائية التي تجمع بين الكاميرون وناورو.

## مقارنة بين البلدين
هذه مقارنة عامة ومرجعية للدولتين:
| وجه المقارنة                                              | الكاميرون                      | ناورو                          |
| --------------------------------------------------------- | ------------------------------ | ------------------------------ |
| المساحة (كم2)                                             | 475.44 ألف                     | 21                             |
| عدد السكان (نسمة)                                         | 24.05 مليون                    | 10.08 ألف                      |
| الكثافة السكانية (ن./كم²)                                 | 50.58                          | 48.00 ألف                      |
| العاصمة                                                   | ياوندي                         | ضاحية يارين                    |
| اللغة الرسمية                                             | لغة فرنسية، لغة إنجليزية       | اللغة الناورونية، لغة إنجليزية |
| العملة                                                    | فرنك وسط أفريقي                | دولار أسترالي                  |
| الناتج المحلي الإجمالي (بليون دولار)                      | 34.80 مليار                    | 113.88 مليون                   |
| الناتج المحلي الإجمالي (تعادل القوة الشرائية) بليون دولار | 72.72 مليار                    | 162.98 مليون                   |
| الناتج المحلي الإجمالي الاسمي للفرد دولار أمريكي          | 1.22 ألف                       | 9.83 ألف                       |
| الناتج المحلي الإجمالي للفرد دولار أمريكي                 | 2.97 ألف                       |                                |
| مؤشر التنمية البشرية                                      | 0.512                          |                                |
| رمز المكالمات الدولي                                      | +237                           | +674                           |
| رمز الإنترنت                                              | .cm                            | .nr                            |
| المنطقة الزمنية                                           | توقيت غرب أفريقيا، ت ع م+01:00 | ت ع م+12:00                    |

## منظمات دولية مشتركة
يشترك البلدان في عضوية مجموعة من المنظمات الدولية، منها:
| علم المنظمة | اسم المنظمة                                 | تاريخ انضمام الكاميرون | تاريخ انضمام ناورو |
| ----------- | ------------------------------------------- | ---------------------- | ------------------ |
|             | يونسكو                                      | 11 نوفمبر 1960         | 17 أكتوبر 1996     |
|             | منظمة حظر الأسلحة الكيميائية                | ?                      | ?                  |
|             | الاتحاد البريدي العالمي                     | ?                      | ?                  |
|             | منظمة الشرطة الجنائية الدولية               | ?                      | ?                  |
|             | الأمم المتحدة                               | 20 سبتمبر 1960         | 14 سبتمبر 1999     |
|             | الاتحاد الدولي للاتصالات                    | 22 ديسمبر 1960         | 10 يونيو 1969      |
|             | مجموعة دول أفريقيا والكاريبي والمحيط الهادئ | ?                      | ?                  |
|             | دول الكومنولث                               | ?                      | ?                  |

## وصلات خارجية
- موقع وزارة الخارجية الكاميرونية